# وریوکس
وریوکس (به فرانسوی: Vereaux) یک کمون در فرانسه است که در Canton of Sancoins واقع شده‌است.

## خصوصیات
وریوکس ۲۲٫۹۶ کیلومترمربع مساحت و ۱۷۳ نفر جمعیت دارد و ۲۲۴ متر بالاتر از سطح دریا واقع شده‌است.